# Вихід з Єгипту

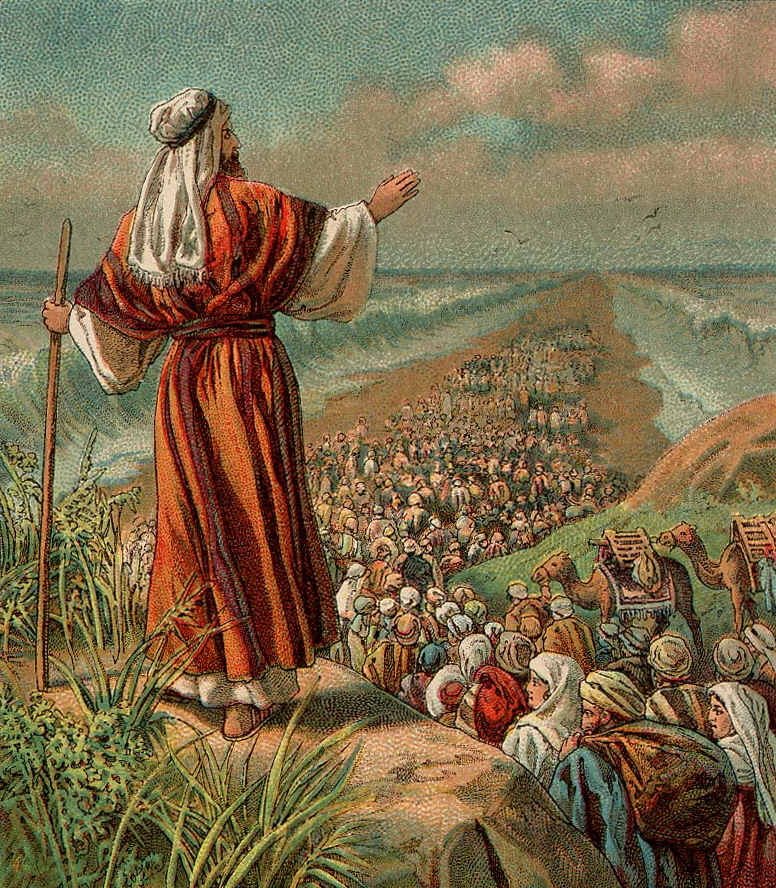
Ілюстрація Вихід з Єгипту, 1907

Вихід (івр. ‏יְצִיאַת מִצְרַיִם‏‎ Yetsi'at Mitzrayim) — біблійний переказ про поневолення євреїв (ізраїльтян) у Єгипті, їх масовий вихід за волею Бога з Єгипту під проводом Мойсея, зустріч із Богом біля гори Синай (Хорив), укладання завіту-угоди між Богом і народом Ізраїля, а також про поневіряння євреїв до початку завоювання Ханаану. Викладено в П'ятикнижжі (переважно в книзі Вихід).
Вихід згадується юдеями в щоденних молитвах і відзначається щорічно на святі Песах.

## Вихід у Біблії
Згідно з Біблією, ізраїльтяни перебували в Єгипті 400 років (Бт. 15:13) або 430 років (Вих. 12:40).
З плином часу чисельність ізраїльтян значно збільшилася (Вих. 1:7), перевищивши чисельність єгиптян. Новий фараон, який не знав Йосипа, побоюючись військових зіткнень з ізраїльтянами, наказав виснажувати ізраїльтян важкими роботами, щоб стримати зростання їхньої чисельності (Вих. 1:10–11). У цей час народжується майбутній лідер і визволитель єврейського народу Мойсей.
Одного разу, коли Мойсей пас отару біля гори Сінай, йому з'явився Бог у палаючому, але не згасаючому чагарнику (неопалима купина) і звелів повернутися в Єгипет, щоб вивести ізраїльтян із рабства та переселитися до Ханаану, як було обіцяно його прабатькам.
У 80-річному віці Мойсей повертається до Єгипту і вимагає у фараона відпустити ізраїльтян. Проте фараон відмовляється. Тоді Бог посилає на Єгипет десять лих (Десять кар єгипетських). Тільки після десятої кари, під час якої померли всі первістки з дітей єгиптян і первістки з худоби, фараон наполягає, щоб ізраїльтяни покинули Єгипет. Згідно з книгою Вихід, десять лих не торкнулися ізраїльтян. Під час останньої кари ангел, який виконував вирок, «оминув» доми євреїв, які були позначені кров'ю жертовного ягняти. На згадку про цю подію було встановлено свято Песах.
Забравши в єгиптян цінні речі (Вих. 11:2–3), ізраїльтяни, яких налічувалося 600 000, покинули Єгипет. Тим часом фараон змінив своє рішення і зі своїм військом погнався за євреями з наміром знову їх поневолити. Військо фараона наздогнало євреїв біля берега Червоного моря. За волею Бога води моря розділилися, і ізраїльтяни пройшли по суходолу дна, після чого води зійшлися, знищивши військо єгиптян. (Вих. 14:28).

### У пустелі

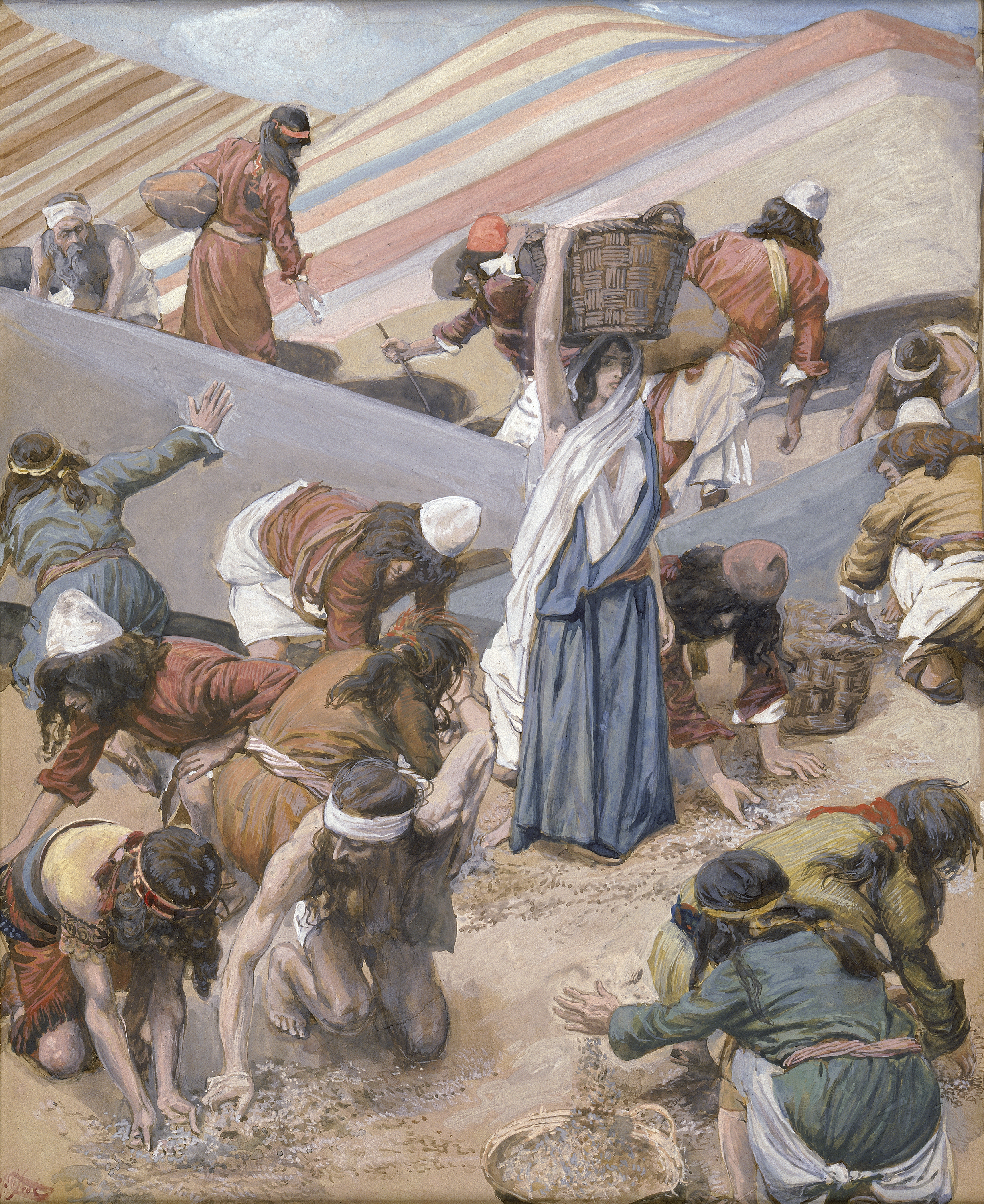
Збір Манни небесної. Джеймс Тіссо

Через три місяці після виходу з Єгипту ізраїльтяни підійшли до гори Сінай, де Бог дав Мойсеєві вказівки, за якими потрібно жити Синам Ізраїлю. Пізніше Мойсей отримав від Бога кам'яні Скрижалі Заповіту з Десятьма заповідями, що стали основою Мойсеєвого закону (Тори). Так було укладено угоду між Богом і вибраним народом. Тут же, на горі, він отримав вказівки про будівництво скинії та закони, що стосувалися поклоніння Богу.
Мойсей двічі сходив на гору Сінай, залишаючись там протягом сорока днів. Під час його першої відсутності народ згрішив, порушивши щойно укладену угоду: зробивши Золотого тільця, якому євреї почали поклонятися як Богові, який начебто вивів їх з Єгипту. У гніві Мойсей розбив кам'яні скрижалі і знищив тільця (Сімнадцяте Тамуза). Після цього він знову на сорок днів повернувся на гору і молився до Бога про прощення народу. Коли він повернувся звідти, то його лице сяяло світлом Божим, і він був змушений ховати обличчя під покривалом. Через пів року була споруджена й освячена Скинія.
Незважаючи на великі труднощі, Мойсей залишався служителем Божим, продовжував вести вибраний Богом народ, навчати його і наставляти. Він проголосив майбутнє Ізраїлевих племен, але в обіцяну землю не ввійшов, як і Аарон, через гріх, вчинений ними біля вод Меріви, що в Кадеші, коли Бог дав вказівку промовити до скелі, але, не послухавшись, вони вдарили в скелю два рази.
Наприкінці подорожі народ знову занепав духом через брак віри і почав нарікати. Як покарання Бог послав отруйних змій, і коли євреї розкаялися, він наказав Мойсеєві зробити мідного змія для їх зцілення.

Мойсей помер перед самим входом в Обіцяну Землю. Перед смертю Бог покликав його на вершину Аварім:
І зійшов Мойсей із моавських степів на гору Нево, на верхів'я Пісґі, що навпроти Єрихону, а Господь дав йому побачити ввесь Край: Ґілеад аж до Дану (Втор. 34: 1).
Там він і помер:
Похований на долині в краї навпроти Бет-Пеору, і ніхто не знає де знаходиться [місце] могили його аж до сьогоднішнього дня (Повтор. 34: 6).
Своїм наступником за вказівкою Бога він призначив Ісуса Навина. Мойсей прожив 120 років, сорок із яких він провів у мандрах Синайською пустелею.

## Фараон Виходу
Оскільки датування Виходу значно різняться, висувалися різні припущення про те, під час правління якого фараона стався Вихід.
Біблія не називає згадуваного фараона на ім'я, не дивлячись на те, що вона часто приділяє багато уваги іменам людей. Так, книга Вихід називає імена двох повитух, яких фараон закликав до себе, але не ім'я фараона (Вих. 1:15). Одна з таких версій пояснює це тим, що до часу запису оповіді ім'я фараона (історичного або міфічного) було забуто. Інша версія вважає безіменність єгипетського правителя навмисним замовчуванням із метою приниження фараона-гнобителя. Однак ім'я фараона, що призначив правителем Йосипа і дозволив ізраїльтянам оселитися в Єгипті, також не згадується.
Згідно з Книгою Вихід, після втечі Мойсея з Єгипту фараон помер («через довгий час, і вмер цар Єгипту» (Вих. 2:23)). Таким чином, у розповіді книги Вихід згадується принаймні про двох фараонів.
Різні біблеїсти пробували ідентифікувати фараона Книги Вихід з наступними фараонами:
- Яхмос I (1550—1525 до н. е.)

- Тутмос III (1479—1425 до н. е.)

- Рамсес II (1279—1213 до н. е.)

- Мернептах (1212—1202 до н. е.)

- Сетнахта (1189—1186 до н. е.)

На Яхмоса I вказували прихильники «гіксоської» гіпотези, оскільки він успішно воював із гіксосами і захопив столицю гіксосів — Аваріс. На час правління Тутмоса III доводиться текстологічна дата. У Рамсесі II, що вів великі будівельні роботи із залученням великої кількості людей, бачили фараона-гнобителя. При Мернептаху, сині Рамсеса II, Єгипет почав слабшати, тому правління Мернептаха вважали більш вірогідним часом для Виходу. Відсутність мумії цього фараона також служило приводом для спекуляцій. Однак пізніше мумія була виявлена.
Згідно з поемою Джона Мільтона «Утрачений рай», ім'я фараона Виходу — Бусиріс. Водночас із давньогрецьких міфів відомо, що фараон Бусиріс був вбитий Гераклом. У дослідженні «Забутий фараон Виходу» згадуються дані збіги, припускається взаємозв'язок цих персонажів, на основі чого вираховується приблизно дата Виходу між 1358 і 1333 роками до нашої ери, а також припускається, що під постаттю Бусиріса може ховатися особистість Аменхотепа IV Ехнатона.

## Історичний аналіз
Конкретних згадок про вихід євреїв в єгипетських джерелах немає.
Є певні елементи, схожі з біблійним сюжетом, зображені на «Папірусі Іпувера», або «Річенні Іпувера», у давньоєгипетському літературному творі в жанрі плачу, що зберігся на папірусі № 339. Тут зустрічаються згадки, що «ріка стала кров'ю» і про «втечу слуг». Однак, такі твердження не знайшли точного консенсусу серед вчених.

## У кіно
У 2014 році на тему виходу євреїв з єгипетського полону був знятий фільм «Вихід: Боги та царі».